# María Mombrú
María Mombrú (Resistencia, 24 de noviembre de 1922 - Buenos Aires, 1992) fue una poetisa, cuentista, narradora, autora y directora teatral argentina. 

## Vida
Nació en Resistencia, Provincia de Chaco, el 24 de noviembre de 1922. A los 20 años se mudó a la ciudad de La Plata, donde residió por muchos años. Egresó como profesora de Letras en la Universidad Nacional de La Plata, y ejerció la docencia en la Facultad de Bellas Artes. Colabora en esta época con Revista Cultura, que se publicó entre 1949 y 1952.
Escribió la obra teatral Las señoritas vecinas por la que obtuvo el Premio Losange y un libro de cuentos América para los americanos que recibió el Premio estímulo en el concurso de Casa de las Américas en 1963. Dirigió 5 obras teatrales en el Teatro Universitario de La Plata, entre 1960 y 1962: "El tío Arquímedes" de Juan Carlos Ferrari, "La isla desierta" de Roberto Arlt, "Narcisa Garay, mujer para llorar" de Juan Carlos Ghiano, "Los pequeños burgueses" de Máximo Gorki y "Mateo" de Armando Discépolo. También en es misma ciudad, tenía un programa de poesía y cultura en Radio Provincia en el que difundía a los poetas locales. Tuvo tres hijos con Enrique Escope, que fue codirector del Teatro Universitario junto a María.
Durante la dictadura militar de Juan Carlos Onganía fue sancionada por el Plan Conintes y fue expulsada de su cátedra en la universidad en la noche de los Bastones Largos debido a sus ideas políticas y su simpatía hacia el justicialismo, que en esos años era un partido proscripto. Continuó escribiendo y sobrevivió dando clases particulares.
Luego del retorno de la democracia en 1973, durante los gobiernos de Cámpora y Juan Domingo Perón,  María Mombrú volvió a dar clases en Bellas Artes. Pero del golpe del general Jorge Rafael Videla en 1976, su nombre figuró en una “Nómina de personas vinculadas al ámbito cultural con antecedentes ideológicos desfavorables", como se desprende de documentos correspondientes a la Operación Claridad. Debido a la ola de detenciones y desapariciones de estudiantes y docentes en La Plata y al clima de amenazas, se radicó en la ciudad de Buenos Aires junto a sus hijos. 
Tras el retorno de la democracia y el triunfo de Raúl Alfonsín en 1983 dio clases en la Escuela Nacional de Arte Dramático de Buenos Aires. 

## Obras
María Mombrú fue antologada por Roberto Saraví Cisneros, que la incluyó en la Primera antología poética platense (1956) y por Ana Emilia Lahitte que lo hizo en Veinte poetas platenses contemporáneos (1963).
- "El andén y dos monólogos" (teatro, 1956)
- "Las señoritas vecinas" (teatro, 1957)
- "Réquiem para mi corazón" (poesía, 1959)
- "Perla, de Lanús" (teatro, 1962)
- "Urgente" (poesía, 1965)
- "Mataron a un taxista" (teatro, 1970)[4]
- "América para los americanos" (cuentos, 1980)

## Premios y distinciones
- Primer premio del certamen de poesía de  la Escuela Superior de Bellas Artes por el libro inédito "La soledad y el cántaro" en 1953
- Primer premio del concurso "Editorial Losange" por "Las señoritas vecinas" en 1957
- Premio estímulo Casa de las Américas por el libro “América para los americanos en 1963
- Segundo premio en el Concurso Internacional de Narrativa de Editorial Losada por “América para los americanos" en 1980